# Junellia congesta
Junellia congesta là một loài thực vật có hoa trong họ Cỏ roi ngựa. Loài này được (Tronc.) Moldenke mô tả khoa học đầu tiên năm 1970.